# قضية الولايات المتحدة ضد كوريل
قضية الولايات المتحدة ضد  كوريل 389 الولايات المتحدة 299 (1967)، وهي القضية التي قضت فيها المحكمة العليا للولايات المتحدة 5 أصوات مع مقابل 3 ضد لصالح السماح لدافعي الضرائب بخصم تكلفة وجبات الطعام التي تكبدها أثناء رحلة عمل، شريطة أن تكون الرحلة تتطلب منه التوقف للنوم أو الراحة.

## الحقائق
كان المُدعى عليه، وهو بائع متجول من ولاية تينيسي، يقوم بشكل روتيني برحلات عمل في نفس اليوم خلال عامي 1960 و 1961 . يغادر العمل في وقت مبكر من الصباح ويعود لتناول العشاء. ولأنه سيأكل وجبة الإفطار والغداء على الطريق، فقد  قام بتخفيض تكلفة تلك الوجبات من عائد ضريبة الدخل لعامي 1960 و 1961 وفقًا للفقرة 162 (أ) (2) من قانون الإيرادات الداخلية. § 162 (أ) (2) يسمح لدافعي الضرائب بخصم "نفقات السفر [التي تكبدتها] عندما تكون خارج المنزل سعيًا  وراء التجارة أو العمل." لم يسمح مفوض الإيرادات الداخلية ("المفوض") بالخصم على أن المبحوث لم يستوف تعريف "الابتعاد عن المنزل" بموجب المادة 162 (أ) (2) لأن رحلته لم تتطلب منه النوم أو الراحة. ولذلك، قرر المفوض أن تكلفة الوجبات لم تكن نفقات تجارية (162) (أ) (2) ، وإنما هي نفقات "شخصية" للمعيشة بموجب المادة 262. دفع المستفتى الضريبة وقام برفع دعوى قضائية ضده لاسترداد المبلغ في محكمة المقاطعة. حصل على حكم مؤيد في محكمة المقاطعة، التي أكدت عليها محكمة الاستئناف للدائرة السادسة. نقلت  المحكمة العليا الدعوة للمراجعة "من أجل حل الصراع بين الدوائر حول هذه المسألة المتكررة من إدارة ضريبة الدخل الاتحادية.